# Алехандро Гарначо
Алехандро Гарначо Феррейра (ісп. Alejandro Garnacho Ferreyra; нар. 1 липня 2004, Мадрид) — професійний футболіст, півзахисник клубу англійської Прем'єр-ліги  Манчестер Юнайтед. Алехандро народився в Іспанії, але виступає за молодіжну збірну Аргентини.
Гарначо приєднався до молодіжної системи «Манчестер Юнайтед» з «Атлетіко Мадрид» у жовтні 2020 року. У травні 2022 року він виграв Молодіжний кубок Англії та нагороду Джиммі Мерфі «Молодий гравець року». За місяць до цього він вперше зіграв за першу команду у віці 17 років у грі Прем'єр-ліги проти «Челсі». Свій перший гол забив у ворота «Реала Сосьєдада».
Гарначо представляв Іспанію на рівні до 18 років, перед тим як дебютував за Аргентину на рівні до 20 років у 2022 році. Він був викликаний до основної збірної Аргентини, але так і не з'явився на полі.

## Клубна кар'єра

### «Манчестер Юнайтед»

#### Молодіжна кар'єра
Народився в Мадриді, Гарначо приєднався до молодіжної системи «Атлетіко Мадрид» у 2015 році з «Хетафе». У жовтні 2020 року він приєднався до Академії Манчестер Юнайтед. Юнайтед заплатив Атлетіко 420 000 фунтів. У липні 2021 року підписав свій перший професійний контракт з клубом і обрав 75 номер на футболці. Контракт розрахований до літа 2023 року.
Він потрапив у центр уваги завдяки своєму сольному голу у матчі з «Евертоном» у Молодіжному Кубку Англії. саме цей гол молодого таланта був номінований на нагороду «Манчестер Юнайтед» як «Гол місяця» за лютий 2022 року. Згодом, після того, як його назвали невикористаним замінником у матчах Прем'єр-ліги проти «Норвіч Сіті», «Ліверпуля» і «Арсенала», Гарначо дебютував у першій команді «Юнайтед» 28 квітня 2022 року, замінив він Ентоні Елангу на 91-й хвилині в матчі проти «Челсі», цей матч завершився внічию 1:1. У травні 2022 року Гарначо отримав нагороду Джиммі Мерфі "Молодий гравець року ". Він забив два голи у фіналі молодіжного Кубка Англії проти «Ноттінгем Форест» 11 травня 2022 року, тим самим допоміг «Юнайтед» виграти змагання вперше з 2011 року.

#### Сезон 2022-23
На початку сезону Прем'єр-ліги 2022—2023 років він змінив свій номер футболки з 75 на 49. 4 жовтня 2022 року він забив пізній переможний гол за «Манчестер Юнайтед» U21 проти «Барроу» на Трофеї EFL 2022–23. Після коротких матчів на замінах проти «Брайтона», «Брентфорда» і «Реал Сосьєдада» Гарначо вперше вийшов у стартовому складі «Юнайтед» 27 жовтня в перемозі над тираспольським «Шерифом» (3:0) у Лізі Європи УЄФА, після чого його похвалив менеджер Ерік тен Гаґ. Тренер похвалив його прогрес за останні кілька тижнів і заявив, що хоч і раніше був незадоволений, але зараз задоволений його ставленням і стійкістю. 3 листопада він забив свій перший гол у команді в матчі Ліги Європи проти «Реал Сосьєдад».Цей гол допоміг Манчестеру Юнайтед мінімально перемогти у цьому матчі. Це був його 1 гол у дорослому футболі. Відсвяткувати свій перший гол Гарначо вирішив у фірмовому стилі його одноклубника Кріштіану Роналду.
У жовтні 2024 року ввійшов у список 25-ти фіналістів на звання «Golden Boy» 2024 року.

## Міжнародна кар'єра
Гарначо має право грати за свою країну народження, Іспанію та Аргентину, оскільки його мати є аргентинкою. У 2021 році він провів три матчі за молодіжну збірну Іспанії до 18 років, але не зміг відзначитись забитим м'ячем.
7 березня 2022 року Гарначо був вперше викликаний до основної збірної Аргентини у складі початкової команди в якій було заявлено 44 гравці, серед яких був Алехандро, двох відбіркових матчів Чемпіонату світу того місяця. Він потрапив до фінального складу з 33 гравців на матчі, але не з'явився в жодній з ігор.
Гарначо дебютував у збірній Аргентини до 20 років 26 березня 2022 року, коли він вийшов у стартовому складі товариського матчу проти Сполучених Штатів. Він забив чотири голи в чотирьох матчах за команду до 20 років на турнірі Моріса Ревелло 2022 року.Загалом Гарначо провів 5 матчів за збірну Аргентини до 20 років, у яких зміг відзначитись забитим м'ячем 4 рази.

## Кар'єрна статистика
| Клуб                  | Сезон             | Ліга              | Ліга     | Ліга | Кубок Англії | Кубок Англії | Кубок EFL | Кубок EFL | Європа   | Європа | Інший    | Інший | Всього   | Всього |
| Клуб                  | Сезон             | Поділ             | програми | Цілі | програми     | Цілі         | програми  | Цілі      | програми | Цілі   | програми | Цілі  | програми | Цілі   |
| --------------------- | ----------------- | ----------------- | -------- | ---- | ------------ | ------------ | --------- | --------- | -------- | ------ | -------- | ----- | -------- | ------ |
| Манчестер Юнайтед U21 | 2021–22           | —                 | —        | —    | —            | —            | —         | —         | —        | —      | 1        | 0     | 1        | 0      |
| Манчестер Юнайтед U21 | 2022–23           | —                 | —        | —    | —            | —            | —         | —         | —        | —      | 2        | 1     | 2        | 1      |
| Манчестер Юнайтед U21 | Всього            | Всього            | —        | —    | —            | —            | —         | —         | —        | —      | 3        | 1     | 3        | 1      |
| Манчестер Юнайтед     | 2021–22           | прем'єр-ліга      | 2        | 0    | 0            | 0            | 0         | 0         | 0        | 0      | —        | —     | 2        | 0      |
| Манчестер Юнайтед     | 2022–23           | прем'єр-ліга      | 2        | 0    | 0            | 0            | 1         | 0         | 4        | 1      | —        | —     | 7        | 1      |
| Манчестер Юнайтед     | Всього            | Всього            | 4        | 0    | 0            | 0            | 1         | 0         | 4        | 1      | —        | —     | 9        | 1      |
| Всього за кар'єру     | Всього за кар'єру | Всього за кар'єру | 4        | 0    | 0            | 0            | 1         | 0         | 4        | 1      | 3        | 1     | 12       | 2      |

## Титули й досягнення
- Володар Кубка Футбольної ліги (1):

«Манчестер Юнайтед»: 2023
- Володар Кубка Англії (1):

«Манчестер Юнайтед»: 2023-24
Манчестер Юнайтед U18
- Молодіжний кубок Англії: 2021–22[22]

- Джиммі Мерфі, молодий гравець року: 2021–22